# 椿祭り (東京都)
椿まつり（つばきまつり）は椿で有名な東京都大島町（伊豆大島）で毎年1月から3月にかけて行われる祭り。1956年（昭和31年）から行われている。

## 内容
毎日開催
- 椿展（元町港地区）
- 都知事杯椿まつり写真コンクール（元町港地区）
- 椿プラザ（元町港地区・大島公園地区）
- あんこ衣装の無料貸し出し・屋台（元町港地区・大島公園地区）

土・日・特定日開催
- 夜まつり（元町港地区）
- 椿の花びら染め体験教室（元町港地区）
- 日曜市（元町港地区）

土・日・祝日開催
- 椿公園のボランティアガイド（元町港地区・大島公園地区）
- オープニングセレモニー（元町港地区・大島公園地区）
- 椿の女王コンテスト（元町港地区・大島公園地区）
- 江戸みこしとあんこパレード（元町港地区・大島公園地区）
- カメリアマラソン大会（元町港地区・大島公園地区）